# Philibert Bernard de La Guiche
Pour les autres membres de la famille, voir Famille de La Guiche.
Philibert Bernard de La Guiche, 2e marquis de La Guiche (Gurcy-le-Châtel, 30 août 1815 - Paris, 9 mars 1891) est un homme politique français.

## Biographie
Il est le fils de Louis-Henri de La Guiche, pair de France et d'Amélie de Cléron d'Haussonville, il entre à l'école Polytechnique et termine sa carrière militaire comme capitaine d'état-major.
Il est conseiller général du canton de la Guiche, il est député de Saône-et-Loire de 1846 à 1848, siégeant dans l'opposition légitimiste. Il est conseiller général du canton de Saint-Bonnet-de-Joux de 1852 à 1856.
Il est représentant de Saône-et-Loire de 1871 à 1876, siégeant à droite avec les légitimistes, inscrit à la réunion des réservoirs et au cercle Colbert. Il est battu aux sénatoriales et aux législatives de 1876 et quitte la vie politique.
Il est inhumé au Cimetière de Picpus dans le caveau familial.

## Famille
Il épouse, le 11 avril 1850, Mathilde Louise Henriette de Rochechouart de Mortemart (1830-1924), fille de René de Rochechouart de Mortemart, 12e duc de Mortemart et de Gabrielle Bonne de Laurencin. Ils ont trois enfants :
- Henriette Victurnienne Amélie de La Guiche (22 janvier 1854 - 25 août 1889) épouse Claude Amour Hugues Louis René de Bouillé, vicomte de Bouillé (30 septembre 1853 - 2 mars 1907), sans descendance ;
- Anne Aimée Victurnienne Gabrielle de La Guiche (6 mai 1856 - 5 mai 1947) épouse Victor Amédée Constant d'Harcourt, comte d'Harcourt (16 février 1848 - 17 juin 1935), dont descendance ;
- Pierre Adolphe Henri Victurnien de La Guiche, 3e marquis de La Guiche (15 juin 1859 - 12 mars 1940)[3] épouse Alix Jeanne Marie d'Arenberg (15 avril 1869 - 7 décembre 1924), dont descendance.

## Distinctions

### Décorations françaises
- Chevalier de la Légion d'honneur[4].